# 18e corps de réserve (Empire allemand)
Pour les articles homonymes, voir 18e corps d'armée.
Le 18e corps de réserve est une grande unité de l'armée de l'Empire allemand pendant la Première Guerre mondiale.

## Histoire
Le général d'infanterie Kuno Arndt von Steuben devient le premier général commandant du corps de réserve mis en place lors de la mobilisation. Avec son corps, il intervient sur le front occidental en liaison avec la 4e armée. Avec son chef d'état-major, le colonel Friedrich von Studnitz, le général Steuben dirige le corps lors de la traversée du Luxembourg. Le 18e corps de réserve et le 8e corps de réserve se trouvent alors à la deuxième rencontre de la 4e armée qui pénètre dans les Ardennes. Lors de la bataille de Neufchâteau, le 18e corps de réserve se dirige vers Libramont et le 8e corps de réserve vers Neufchâteau. Le 21 août, le corps d'armée avance sur Ebly sans toucher l'ennemi avec la 21e division de réserve sous le commandement du lieutenant général von Rampacher sur Ebly, suivi de la 25e division de réserve jusqu'à Anlier.
Le 22 août, avancée au centre de la 4e armée, la 21e division de réserve atteint les hauteurs à l'ouest et au sud de Neufchâteau, à gauche de laquelle la 25e division de réserve du lieutenant-général Torgany doit avancer vers Straimont. Vers midi, le flanc droit de la 21e division d'infanterie sous le commandement du général de division von Oven est mis en difficulté par des contre-attaques françaises près de Petitvoir. L'intervention de l'aile droite de la 25e division de réserve, intervenant en arrière par Hampire, stabilise ce secteur. Au sud de Neufchâteau, le XVIIIe Corps de réserve fut ensuite lui-même mis en difficulté, à la 21e division de réserve, la 41e brigade de réserve (lieutenant-général von Mey) doit engager sa dernière réserve pour intercepter les attaques françaises sur les hauteurs au sud-ouest de Neufchâteau. Ce n'est que vers 13 heures que le 18e corps de réserve, épuisé, reprend la poursuite, la 21e division de réserve avance sur Martilly, la 25e division de réserve engage trois colonnes sur Suxy. Le 17e corps français, sous le commandement du général Poline, se retire devant la pression du 18e corps d'armée allemand. Le 12e corps français sous le commandement du général Roques revient de Florenville sur Carignan en passant par la Meuse. La 21e division de réserve prend encore Straimont jusqu'au soir, la 25e division de réserve atteint Jamoigne. Plus tard, le corps est encore impliqué dans de violents combats à Temblois et Charignon. Début septembre, le corps d'armée se dirige vers le sud en compagnie du 6e corps d'armée via Grandpré. Le 4 septembre, le corps engagé à l'aile gauche de la 4e armée est dirigé sur Valmy via Ville sur Tourbe tandis que le 6e corps (général von Pritzelwitz) avance à l'ouest de Varennes sur Sainte-Menehould. Lors de la bataille de la Marne, le corps combat à Pargny et, avant le repli tactique jusqu'au 11 septembre, il effectue d'ultimes avancées à Revigny en direction de Bar-le-Duc.
Après le passage à la guerre de tranchées, le corps de Steuben forme l'aile droite de la 5e armée. En septembre 1915, la 21e division de réserve, aile droite du corps, s'engage dans un combat majeur avec les unités de la 3e armée à Cernay-Servon lors de la bataille d'automne de Champagne.
Dans le cadre de la 5e armée, le corps participe également à la bataille de Verdun à partir de l'automne 1916. Le 3 septembre 1916, les troupes du 18e corps de réserve sous le commandement de Steuben prennent d'assaut les positions françaises des deux côtés du ravin de Souville. En novembre 1916, la 50e division d'infanterie, subordonnée au corps, perdit le fort de Vaux et la localité de Damloup.
Le 5 juin 1917, le lieutenant-général bavarois Karl von Wenninger devient le nouveau général commandant du corps. Le corps est arrivé en Roumanie en juillet et participe à la bataille de percée de Putna et Susita. La 9e armée allemande supérieure tente en vain de percer le front adverse lors de la bataille de Mărășești (6 août au 3 septembre 1917). À gauche, le 18e corps de réserve avec la 217e division d'infanterie est engagé, au centre la 89e division d'infanterie et la 76e division de réserve, à l'aile droite la 216e division d'infanterie, derrière laquelle la 212e division d'infanterie est disponible comme réserve d'intervention. Au cours de la bataille, la prise de Muncelul est possible, puis de fortes contre-attaques roumaines conduisent à l'arrêt de l'attaque. Après l'arrêt de l'offensive, Wenninger est tombé au cours de nouveaux combats le 8 septembre 1917 sur les hauteurs de Seuclui.
Le lieutenant-général Ludwig Sieger est nommé général commandant le 11 septembre 1917. En décembre 1917, le corps d'armée est transféré dans les Flandres à la 4e armée. Il y combat en avril 1918 lors de la quatrième bataille d'Ypres, sous ses ordres la 7e division d'infanterie, ainsi que les 17e et 49e division de réserve. Pour la prise du Kemmel, l'Empereur décore Sieger de l'ordre Pour le Mérite. Début juillet, le corps d'armée est subordonné à la 18e armée sur le secteur du Matz entre Marest-Chevincourt-Cambronne. En raison des attaques françaises en direction d'Assainvillers et Orvillers (10 août), le "corps Sieger" est repoussé début septembre sur la ligne Siegfried via Noyon. Après novembre 1918, le corps est démobilisé.

## Composition
Au début de la guerre, le corps est formé de contingents prussiens et hessois et est structuré comme suit :
- 21e division de réserve
- 41e brigade d'infanterie de réserve
  - 80e régiment d'infanterie de réserve
  - 87e régiment d'infanterie de réserve
- 42e brigade d'infanterie de réserve
  - 81e régiment d'infanterie de réserve
  - 88e régiment d'infanterie de réserve
  - 7e régiment de dragons de réserve
  - 21e régiment d'artillerie de campagne de réserve
  - 4e compagnie du 11e bataillon du génie électoral hessois
- 25e division de réserve
- 49e brigade d'infanterie de réserve
  - 116e régiment d'infanterie de réserve
  - 118e régiment d'infanterie de réserve
- 50e brigade d'infanterie de réserve
  - 168e régiment d'infanterie
  - 83e régiment d'infanterie de réserve
  - 4e régiment de dragons de réserve
  - 25e régiment d'artillerie de campagne de réserve
  - 1re compagnie de réserve du 11e bataillon du génie électoral hessois
  - 2e compagnie de réserve du 11e bataillon du génie électoral hessois

Troupes du corps

## Général commandant
| Grade                  | Nom                    | Date                                    |
| ---------------------- | ---------------------- | --------------------------------------- |
| General der Infanterie | Kuno Arndt von Steuben | 2 août 1914 au 5 juin 1917              |
| Generalleutnant        | Karl von Wenninger     | 5 juin 1917 au 8 septembre 1917         |
| Generalleutnant        | Ludwig Sieger          | 11 septembre 1917 à la fin de la guerre |